# Chrást (Mladá Boleslav)
Chrást je část města Mladá Boleslav v okrese Mladá Boleslav. Nachází se 2,5 kilometru jihozápadně od Mladé Boleslavi. Chrást leží v katastrálním území Chrást u Mladé Boleslavi o rozloze 2,11 km².

## Historie
První písemná zmínka o vesnici pochází z roku 1295.

## Přírodní poměry
Do severní části katastrálního území Chrást u Mladé Boleslavi zasahuje přírodní památka Bezděčín vyhlášená k ochraně populace sysla obecného. Asi půl kilometru od vesnice leží přírodní památka Lom u Chrástu – významné paleontologické naleziště z období svrchní křídy.